# Sunbeam (auto)

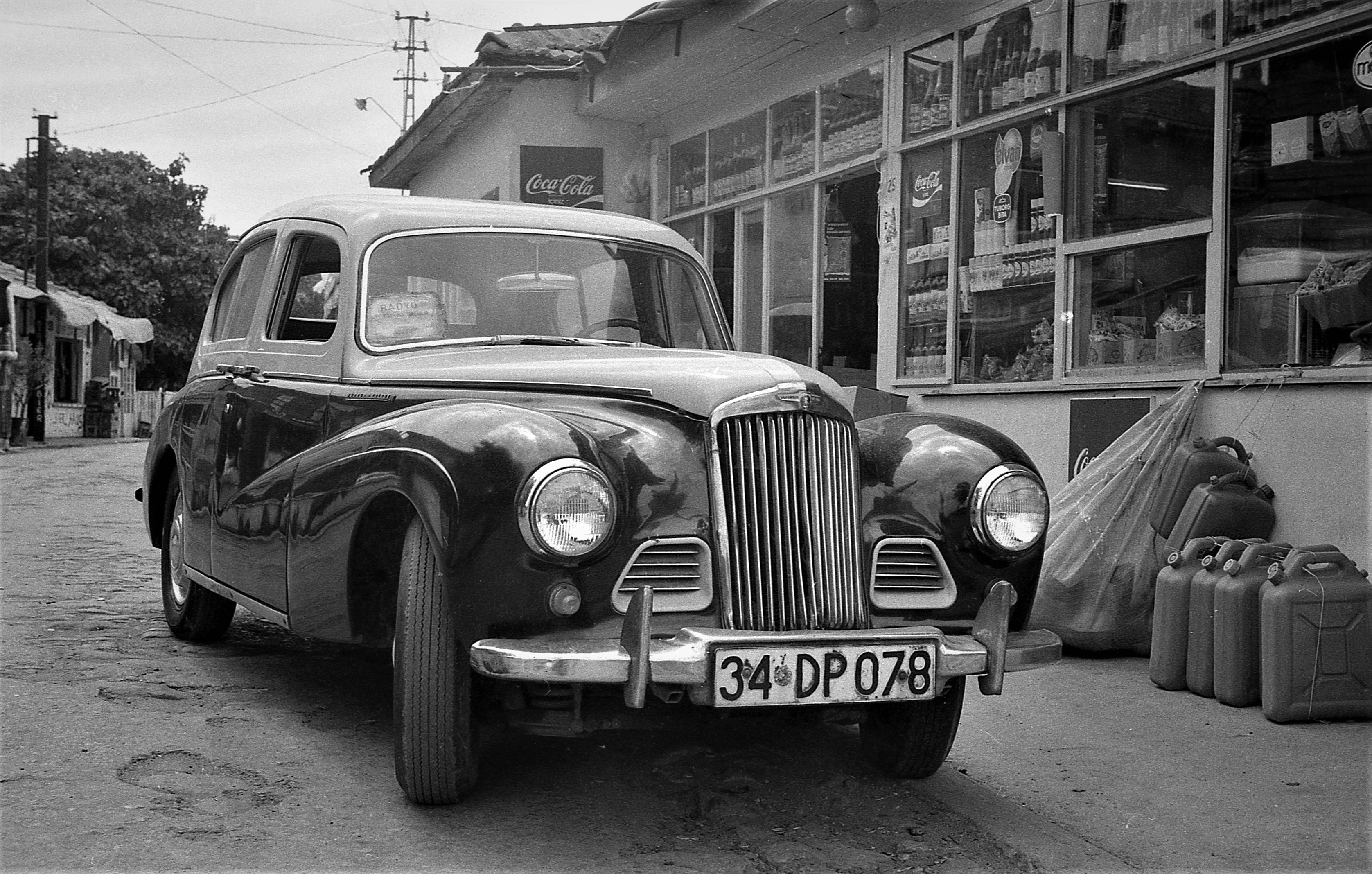
Sunbeam Talbot in Turkije in 1973

Sunbeam is een Brits automerk, aanvankelijk geproduceerd door het gelijknamige bedrijf. Na de Tweede Wereldoorlog werden dankzij de goede naam nog volop Sunbeamvoertuigen geproduceerd, maar die hadden met het oorspronkelijke bedrijf in Wolverhampton niets meer te maken.

## Bedrijfsnamen van de autotak
- 1859-1887: John Marston, Paul Street, Wolverhampton - eigenaar: John Marston (Vertinnerij, Japanning fabriek)
- 1899-1905: John Marston Ltd, Moorfield Works, Wolverhampton - eigenaar: John Marston (auto's)
- 1905-1920: The Sunbeam Motor Car Company Ltd, Moorfield Works, Wolverhampton - eigenaar: Familie Marston (auto's)
- 1920-1935: The Sunbeam Motor Car Company Ltd, Moorfield Works, Wolverhampton - eigenaar: STD Group (auto's en van 1928 tot 1930 bussen)
- 1931-1934: Sunbeam Commercial Vehicles - eigenaar: STD group (trolleybussen)
- 1934-1935: Sunbeam Commercial Vehicles Ltd. - eigenaar: STD group (trolleybussen)
- 1935-1948: Sunbeam Commercial Vehicles Ltd.- eigenaar: Rootes Group (trolleybussen)
- 1935-1967: The Sunbeam Motor Car Company Ltd, Moorfield Works, Wolverhampton - eigenaar: Rootes Group (auto's)
- 1948-1949: Sunbeam Trolleybus Company - eigenaar: Brockhouse Group (trolleybussen)
- 1949-1965: Sunbeam Trolleybus Company - eigenaar: Guy Motors (trolleybussen)
- 1967-1979: The Sunbeam Motor Car Company Ltd - eigenaar: Chrysler (auto's)

## Voorgeschiedenis
Sunbeam kwam voort uit de vertinnerij en "Japanware"-fabriek van John Marston, die hij al in 1859 had opgericht. Japanware was lakwerk van verschillende, vaak huishoudelijke artikelen, die voorzien werden van een donkere onderlaag en vele kleurrijke motieven. Het was voortgekomen uit het Japans lakwerk en in de 18e eeuw populair geworden in Engeland. John Marston was een perfectionist. Hij eiste volledige inzet van zijn werknemers, en alleen de hoogste kwaliteit was goed genoeg. Marstons fabriek was uiteindelijk de grootste producent van Japanware in Engeland, maar rond 1885 begon de populariteit van het product te dalen. De Marston familie bestond uit enthousiaste fietsers, die vaak grote tochten ondernamen, waarbij de heren fietsen en driewielers bereden en de dames in rijtuigen volgden. John Marston zelf werd door zijn zoon Charles beschreven als een "Champion Tricyclist".

## Geschiedenis

### Jaren tachtig van de 19e eeuw

#### Sunbeam fietsen
Het was dan ook niet verwonderlijk dat het bedrijf overschakelde op de productie van fietsen, die voorzien werden van de "japanning"-laktechniek. In 1887 bouwde William Newill, een voorman uit de fabriek, een speciale fiets voor John met een kort en laag frame, omdat John nogal korte benen had. Deze was zwart/goud gelakt en waarschijnlijk gaf deze fiets de doorslag voor John om de productie op te starten. Het verhaal gaat dat Johns vrouw Ellen de zon in de glanzende lak zag weerspiegelen en zo de naam "The Sunbeam" bedacht. Deze naam werd in 1888 geregistreerd. In hetzelfde jaar werd de fabriek in Paul Street in Wolverhampton omgedoopt tot "Sunbeamland". Newill werd partner in het bedrijf. Marston wilde aanvankelijk alleen driewielers produceren, maar de uitvinding van John Starleys veiligheidsfiets maakte deze tot een grote rage, waardoor hij op zijn plan terugkwam en "gewone" fietsen ging produceren.

### Jaren negentig van de 19e eeuw

#### Eerste prototype
In de laten jaren negentig overtuigde John Marstons rechterhand Thomas Cureton Marston ervan dat de productie van automobielen winstgevend zou kunnen zijn. Men begon in 1899 te werken aan een eerste prototype in een leegstaand koetshuis aan Upper Villiers Street. Het werd gebouwd door Henry Dinsdale, die ervaring had opgedaan bij Wearwell, en zijn assistent Harry Wood. Het werd een conventioneel tweezitterontwerp met een staande 4pk-eencilindermotor met waterkoeling, twee versnellingen, riemaandrijving, massieve banden en helmstokbesturing. De meeste onderdelen werden in de Sunbeamlandfabriek geproduceerd. Vrienden raadden John Marston, inmiddels 63 jaar oud, af zich in het "autoavontuur" te storten, maar hij zette toch door. Toen het prototype klaar was reden Dinsdale en Cureton een proefrit met een snelheid van 14 mijl per uur. Deze snelheid hielden ze stil voor Marston.

### Jaren nul

#### Begin van de autoproductie

##### Sunbeam-Mabley
In 1900 werd een tweede, identieke auto gebouwd. Deze werd tentoongesteld op de National Show in Crystal Palace. Een gelijksoortige auto werd in kleine aantallen geproduceerd en aangeboden met een vloeistofgekoelde 6- en een 8pk-Forman-tweecilinder-boxermotor. Deze vierzitter had al een stuurwiel, drie versnellingen én een achteruitversnelling, kettingaandrijving naar de achterwielen en houten wielen met Clipper-Michelin banden. Tijdens de National Show stelde Maxwell Maberley-Smith een bijzondere automobiel voor. Hij had vier wielen, maar deze stonden in een ruitvorm: vóór en achter, links en rechts. De motor was boven het voorwiel gemonteerd, maar dreef de zijwielen aan. Voor Sunbeam was ook dit een manier om de automarkt te betreden en daarmee was de Sunbeam-Mabley een feit. Deze "rijdende sofa" had banken die in verschillende richtingen keken, maar de chauffeur en de passagiers zaten bijna allemaal dwars op de rijrichting. De auto had een vloeistofgekoelde 2¾pk-326cc-eencilinder De Dion-Boutonmotor. De besturing geschiedde op het voor- én het achterwiel met een helmstok. Er waren wel al luchtbanden toegepast en de aangedreven wielen hadden trommelremmen. In een werkplaats in Sunbeamland werkten in 1902 en 1903 ongeveer 50 man aan de productie. Ze bouwden ongeveer 130 Sunbeam-Mableys.
In 1901 werd een nieuwe Sunbeamauto voorgesteld op de Edinburgh Show en de National Show. Deze had ook een 6pk-motor, maar was een "Panhard"-type auto, met een carrosserie die was gebouwd door de koetsenbouwer Forder uit Wolverhampton. Er waren veel ingekochte onderdelen gebruikt en de auto werd door de pers goed ontvangen. In dat jaar werd een stuk land aan Upper Villiers Street aangekocht, naast de Villiers Engineering Company. Die was al eigendom van Sunbeam; er werden toen nog fietsonderdelen geproduceerd. Het oude koetshuis op dit landgoed werd de nieuwe autofabriek. Het werd uitgebreid met een machineschuur. De machines werden aangedreven door riemen die door schachten in de muur van buurman Villiers kwamen.
In 1902 wonnen de Sunbeamauto's een gouden medaille in hun eerste betrouwbaarheidsrit, de 100 mijl lange Liverpool Reliability Competition. In November werd aan de London to Oxford Anniversary Run deelgenomen, waar een diploma werd verkregen, dat uitgebreide verslaggeving in de pers kreeg. Ook de deelname aan de London to Glasgow Trial in 1903 leidde tot een goede pers.

##### 10/12HP, "The Silent Sunbeam"
In 1902 kwam Thomas Charles Pullinger als bedrijfsleider naar de autofabriek. Hij had al enkele jaren op de ontwerpafdelingen van Darracq en andere Franse autofabrieken gewerkt. Op zijn aandringen werden Berliet-chassis met een 10/12pk-motor ingekocht, waar een Sunbeam carrosserie op werd gemonteerd. Na enige tijd werden steeds minder Berliet-onderdelen ingekocht en werd de auto steeds meer "Sunbeam". Het 10/12HP model werd in december 1903 gepresenteerd op de Mondial de l'Automobile in Parijs. De auto had een vloeistofgekoelde 2,4 liter-viercilinderlijnmotor, die was opgebouwd uit een aluminium carter waarop twee gescheiden cilinderblokken stonden met elk twee cilinders. Hij had vier versnellingen vooruit, één achteruit en kettingaandrijving. De "Little Oil Bath" oliebadkettingkast, die ook al bij de Sunbeamfietsen werd toegepast, was ook bij de 10/12HP gebruikt, waardoor er altijd voldoende smering was. In die tijd was de 1400 km lange rit van Land's End (uiterste zuidwesten van Engeland) naar John o' Groats (uiterste noordoosten van Schotland) een populaire test voor de betrouwbaarheid van voertuigen, en ook de 10/12HP werd in 1904 in deze test ingezet. Er werden er in totaal ongeveer 76 geproduceerd. Lady Colin Campbell schreef in het blad "World" over de 10/12HP: "She runs as smoothly and as silently as a silken thread drawn off a reel". De bijnaam "Silent Sunbeam" was daarmee geboren.

##### Eerste motorfietsen en radiateurs
In 1903 en 1904 vonden de eerste experimenten met gemotoriseerde fietsen plaats. Waarschijnlijk gebeurde dit door Motosacoche motoren in Sunbeam fietsframes te monteren. John Marston was geen groot voorstander van deze gemotoriseerde fietsen, en toen een werknemer met een van de prototypes verongelukte verbood hij de verdere ontwikkeling ervan. In 1906 begon John Marston Ltd. ook radiateurs voor auto's te produceren.

##### 16/18HP
In 1904 verliet Thomas Charles Pullinger Sunbeam om bij Humber in dienst te treden. Hij werd vervangen door Angus Shaw. In hetzelfde jaar werd het 16/18HP model gepresenteerd. Dit model had een 3,6 liter zescilindermotor. Deze auto verkocht zo goed dat het nodig werd de werkplaats uit te breiden om aan de vraag te kunnen voldoen. Er werd een tekenkamer opgezet en er werd aan Villiers Street druk gebouwd. Vanwege de financiële druk die dit veroorzaakte werd besloten de autoproductie in een apart bedrijf onder te brengen. In oktober verscheen de eerste Sunbeam met een dynamo en een accu voor de elektrische verlichting en begon men met de ontwikkeling van het 12/14HP-model.

##### The Sunbeam Motor Car Company
In 1905 werd "The Sunbeam Motor Car Company Ltd." opgericht met een startkapitaal van £ 40.000. De auto's werden gebouwd in de Moorfield Works en John Moorfield werd voorzitter van de raad van bestuur. Onderdelen, waaronder radiateurs, werden geproduceerd in fabrieken in Owen Road, Temple Street en Ablow Street. De eerste directeuren waren John Marston, zijn schoonzoon Edward Deansley, Sam Bayliss (van Bayliss, Jones and Bayliss, een smederij en metaalbedrijf dat vooral bekend was van hekwerk), Thomas Cureton, Henry Bath en Herbert Dignasse. De fietsen- en radiateurproductie bleef bij John Marston Ltd.

##### 12HP
Eveneens in 1905 werd de 12HP geïntroduceerd. Deze had een 2,66 liter viercilindermotor. Er werden ongeveer 172 exemplaren geproduceerd. Het standaard model kostte £ 451, 10 s en de Landaulette kostte £ 451, 10 s. Het chassis kon ook los gekocht worden voor £ 400. In die tijd was dat vrij gebruikelijk. Hierdoor konden carrosseriebouwers, in die tijd vaak nog voormalige koetsbouwers, zelf een carrosserie maken. Daardoor zijn heel wat auto's van bekende producenten, ook Sunbeams, onder andere koetswerken verborgen. Sunbeam zou nog lang op deze manier produceren.

##### 16/20HP
In 1906 ontwierp Angus Shaw een prototype van de later zeer succesvolle 16/20HP. Samen met Fred Eastmead, die de ervaring al met de 10/12HP had opgedaan, reed hij het prototype van Land's End naar John o'Groats én terug zonder de motor af te zetten. Het kale chassis kostte £ 480, de complete auto (een vijfzitter) kostte £ 530 en de Landaulette kostte £ 640. Er werden al vlug 10 auto's per week geproduceerd, tot een totaal van ca. 400.

##### Moorfield Works en 25/30HP
In 1906 werd een groot stuk land aan Upper Villiers Street aangekocht en werd begonnen met de bouw van de Moorfield Works. In 1907 liep de autoproductie terug. Van het 25/30HP model dat in dat jaar verscheen werden slechts 11 stuks verkocht. Dit was dan ook een dure auto, met een 5,1 liter zescilindermotor die zoals gebruikelijk in drie versies geleverd werd: het rijdende chassis voor £ 750, een vijfzitter Limousine voor £ 800 en een Landaulette voor £ 920. Er kon een spoel- of een magneetontsteking worden gemonteerd.

##### 20HP en 35HP
Het goedkopere 20HP model uit 1908 verkocht een stuk beter, er werden er 200 van verkocht. Deze auto was ook leverbaar in een iets duurdere 35pk-uitvoering, waarvan er echter ook slechts 11 verkocht werden. Alle modellen waren tamelijk luxe uitgevoerd, de Limousines hadden een open chauffeurszitplaats en een gesloten vierzitscarrosserie en waren dus bedoeld voor de beter gesitueerden die zich een chauffeur konden veroorloven. De Tourer was een open vierzitter met een als extra leverbare canvaskap. De 35HP had een 6,33 liter-viercilindermotor en haalde een topsnelheid van 50 mph.

##### Louis Hervé Coatalen
In 1909 kwam Louis Hervé Coatalen als hoofdingenieur naar Sunbeam. Hij zou een sleutelrol gaan vervullen in de ontwikkeling van de Sunbeam-auto's, maar ook de drijvende kracht achter de sportsuccessen van het merk zijn. Bovendien kon hij iedereen, van directie tot productiemedewerkers, enthousiast maken voor de projecten waaraan gewerkt werd. Coatalen was in 1880 geboren in het Franse Concarneau en was een gedreven student aan de "Gadzarts", de École des Arts et Metiers geweest. Na zijn studie had hij op de tekenkamers van Panhard, Clément en De Dion-Bouton gewerkt. Indertijd waren dit de leidende Franse autofabrieken. In 1901 was hij bij Humber in dienst getreden waar hij de populaire 10/12HP had ontworpen. In 1902 trouwde hij met Annie Davies, maar scheidde in 1906 weer. Hij ging in 1906 samenwerken met Hillman (Hillman-Coatalen Motor Car Company) en bouwde samen met hem de Hillman-Coatalen auto. Door dit ontwerp besloot Thomas Cureton Coatalen als hoofdingenieur bij Sunbeam in dienst te nemen. Coatalen verkocht zijn aandelen aan Hillman en verhuisde naar Wolverhampton.

##### 14/20HP
Met de komst van Coatalen werden steeds meer onderdelen in eigen huis geproduceerd. Zijn eerste auto, de 14/20HP, was een gemodificeerd ontwerp van Angus Shaw met een 3,4 liter viercilindermotor. Er werden er bijna 200 van gebouwd.

#### Sport in de jaren nul
Coatalen was een groot voorstander van autosport en hij zette zelfs een speciale sportafdeling, het "Competition Department" op. Zijn slogan was "Racing improves the breed" (racen verbetert het ras). Een 14/20HP werd ingezet in de door de Royal Automobile Club georganiseerde "Ten Pound Note Trial", een 100 mijl lange betrouwbaarheidsrit gevolgd door een race op het Brooklands Circuit. Tijdens de betrouwbaarheidsrit ging het ook om het brandstofverbruik, en Coatalen haalde een verbruik van 21,3 mijl per gallon (1 liter op 9,1 km). Op Brooklands haalde hij een snelheid van 56,65 mph (91,2 km/h). Het Brooklands circuit was minder geschikt voor races, maar meer bestemd voor pure snelheidsrecords, mede door de kombochten. Coatalen besloot onmiddellijk na zijn race om een gestroomlijnde auto te bouwen als publiciteitstrekker en voor de sport. Deze auto verscheen al in 1910 op Brooklands.

### Jaren tien

#### Oorlog en vrede

##### Nautilus
Coatalen had zijn Brooklands auto een sigaarvorm gegeven, gebouwd uit houten platen die op ringen gemonteerd waren. De neus en de staart waren koperen kegels. Er was een 4,2 liter viercilinder met 16 kopkleppen ingebouwd. De kleppen werden bediend door stoterstangen, maar wel door twee nokkenassen. De auto had wel koelproblemen omdat de koellucht voor de radiateur door een zeer klein gaatje in de neus moest worden aangevoerd, waarna ze binnen in de carrosserie "gevangen" zat. In de praktijk werd daarom het achterste deel van de carrosserie open gelaten om de luchtdoorstroming te verbeteren. Dit was echter niet voldoende en de auto werd nooit betrouwbaar genoeg. Maar de Nautilus was zeker een leerproject, ook voor Coatalen.

##### 12/16HP
Coatalens volgende ontwerp was de 12/16HP, die door pers en publiek goed werd ontvangen. Omdat Coatalen geen voorstander van kettingaandrijving was werd dit de eerste Sunbeam met een aandrijfas. De auto kwam in 1910 op de markt een werd in de vier jaar van zijn productie steeds verbeterd. Hij had een 2,4 liter viercilindermotor, die aanvankelijk naar oud "Sunbeam gebruik" twee gescheiden cilinderblokken had. Vanaf 1912 werden de gescheiden cilinderkoppen vervangen door een "monobloc" cilinderkop en de benzinetank verhuisde van zijn plaats onder de voorstoelen naar achteren, tussen de bladveren. In 1914 werden een dynamo en elektrische verlichting aangebracht. De auto was niet duur en leverbaar in verschillende versies: de vijfzitter Tourer, de Landaulette, een sportieve open tweezitter en het rijdende chassis. Met 5000 exemplaren was het veruit de meest geproduceerde Sunbeam-auto van die tijd. Door de populariteit van de 12/16HP moesten zelfs de Moorfield Works uitgebreid worden met meer gebouwen.

##### 16/20HP en 25/30HP
In 1910 verschenen meer nieuwe modellen: de 16/20HP en een nieuwe 25/30HP. De 16/20HP had een 3,8 liter viercilindermotor en was verder vrijwel identiek aan de 12/16HP. Ook deze auto bleef tot 1914 in productie als vijfzitter Tourer, Landaulette en als los chassis. Er werden er ongeveer 1.000 van gebouwd. De 25/30HP was identiek aan de 16/20HP maar had een 4,67 liter motor. Vanaf 1912 tot aan het einde van de productie werd de motor vervangen door een 6,1 liter zescilinder. Er werden bijna 500 auto's gemaakt als Tourer, Landaulette en rijdend chassis.

##### 18/22HP
In 1911 trouwde Coatalen voor de tweede keer, dit keer met de dochter van Sunbeam directeur James Henry Bath, Olive. In dat jaar verscheen ook de 18/22HP, met een 3,6 liter zescilindermotor met de inmiddels gebruikelijke uitvoeringen, maar er werden minder dan 60 van verkocht.
Coatalen was intussen heel belangrijk geworden voor Sunbeam, en als waardering kreeg hij zitting in de raad van bestuur. Om de racesuccessen te bestendigen huurde het bedrijf topcoureurs in, zoals Dario Resta, Emile Medinger en Victor Rigal. Vier 12/16HP's, vrijwel standaard met kleine modificaties aan de 2,4 liter motor, werden ingezet in de Coupe de l'Auto in Dieppe van 1912. Hier mochten auto's met een motorinhoud van maximaal 3 liter aan deelnemen. Er werd tegelijk gereden met de deelnemers aan de Franse Grand Prix, die ongelimiteerd was. Rigal won de Coupe de l'Auto, Resta werd tweede en Medinger derde. Maar de Sunbeams waren zo snel dat ze in de totaalstand van de Grand Prix derde, vierde en vijfde werden. Ze versloegen dus de meeste auto's die tegenwoordig tot de "formule 1" zouden behoren.

##### Coupe de l'Auto Replica
Sunbeam had al eerder sportieve auto's (tweezitters) geproduceerd, maar een echte sportwagen nog niet. Wellicht was de Coupe de l'Auto Replica uit 1913 wel de eerste echte sportauto ter wereld. Hij was uiteraard geïnspireerd op de 12/16HP's die succesvol waren geweest in 1912. De Coupe de l'Auto Replica werd als twee- en vierzitter geproduceerd in 1913 en 1914.
In 1914 ging nam Thomas Cureton afscheid als bestuursvoorzitter en hij werd opgevolgd door W.M. Lliff en Louis Coatalen.

##### Eerste Wereldoorlog, 16HP, 20HP en 30HP
Hoewel Sunbeam net als alle Britse autofabrikanten werd ingezet voor oorlogsproductie, onder andere van vliegtuigen en vliegtuigmotoren, werden toch nog auto's geproduceerd. In 1915 verscheen de 16HP, die tot in 1916 werd geproduceerd. Het was een doorontwikkeling van de 12/16HP met een 3 liter viercilindermotor met een (voor die tijd) moderne, staande radiateur. Hij werd geleverd als rijdend chassis, vijfzits Tourer, tweezitter, Coupé en het "Sporting Model". Er werden zelfs meer dan 1.600 exemplaren gebouwd. Een grotere versie, de 20HP, haalde iets meer dan 100 exemplaren. De 30HP met een 6 liter zescilindermotor slechts 15. Deze auto's konden al met een soort "startmotor" worden uitgerust, die niet elektrisch werkte, maar met een luchtcompressor, die £ 40 extra kostte.
Vanaf 1916 was het grotendeels gedaan met de autoproductie, omdat Sunbeam opdracht kreeg zich volledig te concentrerern op vliegtuigen en vliegtuigmotoren. Er was nog wel (militaire) vraag naar de Sunbeam 16HP als stafauto en ambulance, maar die moest door Rover in licentie geproduceerd worden. Op deze auto's stond dan ook de merknaam "Rover". De vraag naar vliegtuigen en vliegtuigmotoren werd zó groot, dat de Moorfield Works sterk uitgebouwd moesten worden.

##### (Familie)tragedies
In november 1918 eindigde de oorlog, maar voor de Marston-familie werd 1918 een rampjaar. Roland Marston, derde zoon van John en Ellen en beoogd opvolger van zijn vader, overleed vroeg in het jaar. John Marston, die in 1916 met pensioen was gegaan, kwam deze klap niet te boven en overleed daags na de begrafenis. Zes weken later overleed ook moeder Ellen. Ook voor veel werknemers van Sunbeam was 1918 geen gelukkig jaar. Vooral zij die als soldaat gevochten hadden en terugkeerden na de wapenstilstand konden voorlopig niet aan het werk, omdat hun plaatsen intussen bezet waren en de productie terugliep omdat alle militaire contracten onmiddellijk werden beëindigd. Sunbeam was inmiddels in financiële problemen gekomen, deels door het wegvallen van de oorlogsproductie, deels door achterstallige betalingen van diezelfde oorlogsproductie. Toch begon men direct na de oorlog weer deel te nemen aan wedstrijden, zowel met de motorfietsen als de auto's. Toch was er ook een lichtpuntje: de werknemers die tijdens de oorlog aan de vliegtuigmotoren hadden gewerkt hadden intussen veel ervaring met deze technisch hoogstaande techniek.

##### Verkoop van John Marston Ltd.
John Marstons oudste zoon Charles had al in 1898 zijn eigen bedrijf Villiers opgezet en dit bedrijf groeide snel. Hij verkocht John Marston Ltd. (de fietsen- en motorfietsentak van het bedrijf) aan een consortium van munitieproducenten die goed aan de oorlog verdiend hadden en een goede investering voor het verdiende kapitaal zochten. Thomas Cureton, voormalig rechterhand van John Marston, werd voorzitter van de raad van bestuur, maar overleed na korte tijd en werd vervangen door Sidney Bowers. In 1919 werd het consortium overgenomen door Nobel Industries Ltd.

##### 16HP en 24HP
In november 1918 werd de autoproductie meteen weer opgestart. Omdat er tijdens de oorlogsjaren weinig aan ontwikkeling gedaan was, gebeurde dit met de vooroorlogse modellen 16HP en 24HP, die wel op enkele punten verbeterd waren. De 16HP zou in verschillende versies tot in 1924 in grote aantallen geproduceerd worden. De eerste auto die na de oorlog de poort verliet was dan ook een 16HP. De prijzen waren inmiddels fors gestegen: Vóór de oorlog kostte de duurste 16HP, het Sporting Model, £ 470. De naoorlogse 16HP Cabriolet kostte £ 1.040. Toch werden van de nieuwe 16HP 2.000 exemplaren geproduceerd. Sunbeam had inmiddels ook een naam opgebouwd op het gebied van afwerking en betrouwbaarheid en een Sunbeam was een auto met status.

#### Sport in de jaren tien
Onder de bezielende leiding van Louis Coatalen ging Sunbeam vanaf 1911 actief deelnemen aan Grand Prix'. Aanvankelijk racete Coatalen zelf, maar in 1912 werden coureurs als Dario Resta, Emile Medinger en Victor Rigal in dienst genomen. De successen waren wisselend, maar Coatalen was ook zeer geïnteresseerd in snelheidsrecords, waarvoor hij al in 1910 de sigaarvormige "Nautilus" had gebouwd. In 1912 bouwde hij "Toodles II" (Toodles was het koosnaampje voor zijn tweede vrouw Olive, waarmee hij in 1911 getrouwd was). Toodles III, IV en V volgden. Toodles V (1913) had een V12 die voor luchtschepen bestemd was. Deze was in een 25/30HP chassis gemonteerd. In 1913 bestond het raceteam uit Coatalen, Resta, Jean Chassagne en Kenelm Lee Guinness.
Een eenzits versie van de Grand Prix auto (die normaal tweezitters waren omdat de monteur mee reed) reed 12 uur lang op Brooklands, afwisselend bestuurd door Chassagne, Resta en Guinness en verbrak alle wereldsnelheidsrecords van 2 tot 12 uur en van 200 tot 1.000 mijl.
Toen bij het uitbreken van de Eerste Wereldoorlog de autosport in Europa verboden werd, stuurde Coatalen een raceauto én coureur Dario Resta naar de Verenigde Staten om daar voor Sunbeam te racen. In 1914 werd Kenelm Lee Guinness als coureur aan het team toegevoegd. Na het raceverbod tijdens de oorlog, werden vanaf 1919 weer betrouwbaarheidsritten en races in Europa georganiseerd. Sunbeam won de heuvelklimwedstrijd in het Franse Gaillon in een nieuwe recordtijd. In 1919 verongelukte het hoofd van het Experimental Department, Joseph Christiaens, tijdens een test van een raceauto in Villiers Street. Zijn passagier Frank Bill was zo ernstig gewond dat hij de rest van zijn leven op krukken moest lopen.

### Jaren twintig

#### Verkoopsucces

##### 16/40HP
Vanaf 1922 werd de zijklepmotor van de 16HP vervangen door een kopklepper en de naam veranderde in 16/40HP. In 1922 en 1923 werden de prijzen met £100 verlaagd en van de 16/40HP werden 895 exemplaren geproduceerd.

##### 16/50HP, 24/60HP en 24/70HP
In 1924 werd de 16/40HP de 16/50HP. Hij kreeg een nieuwe 2,54 liter-zescilinderkopklepmotor, maar er werden er maar 26 van gebouwd. In hetzelfde jaar ging de 24HP, die ook al van vóór de oorlog dateerde, uit productie. Deze auto was wél doorontwikkeld. De oorspronkelijke versie was bijna identiek aan de 16HP, maar voorzien van een 4,5 liter-zescilindermotor. Hij was geleverd als rijdend chassis, het Touring Model, het vierzits Sporting Model, de Saloon, de Limousine, de Landaulette en de Cabriolet. Er waren ca. 900 24HP's gebouwd. In 1922 was de in 24/60HP toegevoegd, met een sterkere kopklepmotor. Hiervan werden ongeveer 500 exemplaren gemaakt. In 1924 werd de auto weer sterker en kreeg hij de naam 24/70HP. Dit model had vier trommelremmen als standaarduitrusting, en een nieuwe versnellingsbak. De goedkoopste versie, het kale, rijdende chassis, kostte al £1,060 en de Saloon, de Limousine, de Landaulette en de Cabriolet zelfs £1,625. Van de 24/70HP werden 102 exemplaren gebouwd.

##### Sunbeam-Talbot-Darracq
Na de oorlog bleven de financiële problemen bij Sunbeam aanhouden. De achterstallige betalingen voor de oorlogsproductie werden niet voldaan én deze productie was onmiddellijk na de wapenstilstand stopgezet. In 1920 werd Sunbeam samengevoegd met Talbot en Darracq en vormde op die manier de S.T.D.-Group. Louis Coatalen werd verantwoordelijk voor alle ontwerpen. In september 1920 nam Thomas Cureton afscheid als bestuursvoorzitter en hij werd opgevolgd door James Todd. Cureton genoot niet lang van zijn pensioen: hij overleed in juli 1921.

##### 14HP, 14/40HP en 14/60HP
Eind 1921 presenteerde Sunbeam de 14HP, die een aluminium 1.945cc-motor had. In 1923 werd de motor opgeboord tot 2.120 cc en kreeg de auto meer vermogen én een andere naam: 14/40HP. In 1926 was de auto bijna aan het eind van zijn productie, maar werd met een motor uit de 16HP nog één keer opgewaardeerd tot de 14/60HP. Daarvan werden er echter maar 6 gemaakt, terwijl de hele productie van deze serie tussen 1921 en 1926 1.350 stuks was.

##### 20/60HP
In 1925 verscheen de 20/60HP met een 3.180cc-zescilindermotor. Deze luxe auto verkocht niet slecht. In 1927 ging hij alweer uit productie, maar toen waren er al 1.560 exemplaren van gebouwd, uiteraard weer in verschillende versies. De vijfzits Tourer kostte £ 950 en de Landaulette kostte £ 1,275.

##### 16.9HP, 20.9HP, 25HP, 30HP en 35HP
In 1926 verschenen veel nieuwe modellen. Allereerst de 16.9HP als vervanger van de 14/40HP en de 14/60HP. Deze 2 liter auto had een zescilindermotor. Het werd het meest succesvolle model uit den jaren twintig. Tot het einde van de productie in 1930 werden er ca. 3.500 van gebouwd. Een ander model uit die tijd was de 20.9HP, die ook tot 1930 in productie bleef. Dit model had een 2,9 liter zescilinder en er werden er ca. 2.500 van verkocht. De 25HP was een grotere versie van de 20/60HP, die met 1.356 exemplaren ook vrij succesvol was. De 30HP en de 35HP waren topmodellen, die ook vrij duur waren. Ze hadden achtcilindermotoren en alleen het rijdende chassis kostte al £ 1,050. Ze waren leverbaar als Saloon, Limousine en Landaulette, maar er werden er niet veel van verkocht.
In 1927 besloegen alleen de Moorfield Works al meer dan 12 hectare, en er werkten ca. 4.000 mensen. Louis Coatalen was vaak in zijn thuisland Frankrijk, en hoewel zijn taken werden waargenomen door Clement B. Kay, werden zijn leiderschap en flair erg gemist. Door Kay werd veel aandacht besteed aan sport en recreatie, en het bedrijf kreeg een voetbal- en een cricketclub. De "Musical Society" had een orkest met 50 leden en er was zelfs een bedrijfs-mannenkoor. Vanaf 1927 kregen veel nieuwe modellen onderdelen van oudere ontwerpen, om de groeiende voorraden weg te werken. Toen dat gebeurd was, verschenen er weer modernere modellen, waarbij de hoge kwaliteitseisen altijd gewaarborgd bleven.

#### Bussen in de jaren twintig

##### Sikh
Aan het eind van de jaren twintig, toen zowel de auto- als de motorfietsverkopen terugliepen, besloot Sunbeam tot de groeiende markt van autobussen toe te treden. In december 1928 werd het eerste buschassis gepresenteerd: de "Sikh" zeswieler voor een 60- tot 70-persoons dubbeldekker met een 8 liter zescilindermotor die 142pk leverde. Deze bus was mogelijk geïnspireerd op de populaire Guy Motors en Karrier zeswielers.

##### Pathan
Al in 1929 verscheen een kleiner model met vier wielen, de "Pathan", bedoeld voor 26 stoelen. Dit chassis had een 6,6 literzescilindermotor die 110 pk leverde. Van beide modellen, die door carrosseriefabrieken als Dodson en Short Brothers of van een eigen Sunbeam koetswerk werden voorzien, werden er slechts weinig geproduceerd.

#### Sport in de jaren twintig

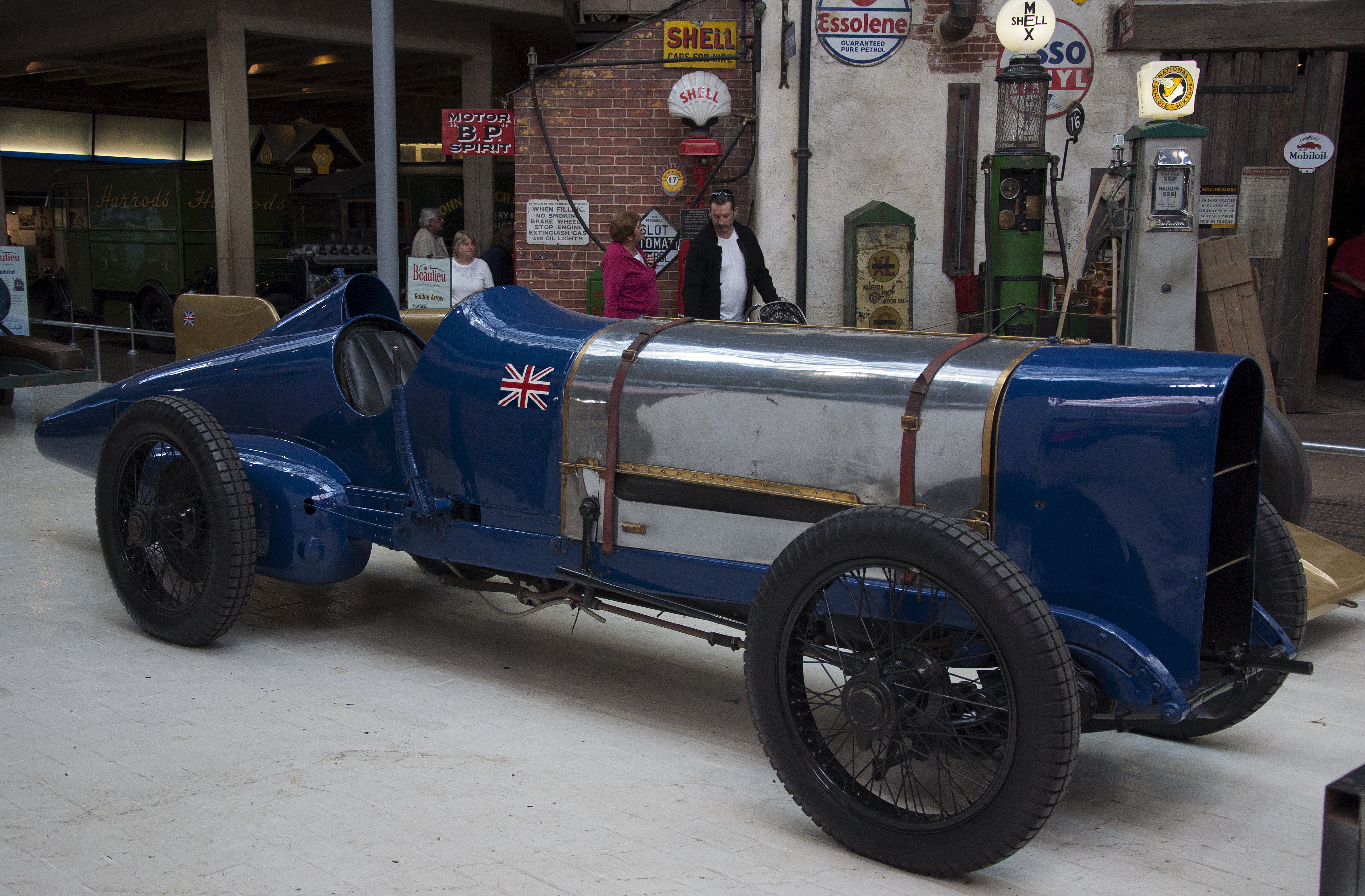
De Sunbeam 350 pk in het National Motor Museum

De jaren twintig waren zowel succesvol als tragisch voor Sunbeam. Henry Segrave racete vanaf 1921 voor het team. Hij zou vooral op het gebied van snelheidsrecords een grote naam worden, maar was ook in Grand Prix' succesvol.
In 1922 reed Kenelm Lee Guinness een wereldsnelheidsrecord op land in Brooklands met een 18 liter 350 pk V12-vliegtuigmotor, de Sunbeam 350 pk. Dit was Sunbeams eerste succes op dit gebied, maar er zouden er nog vele volgen. In 1922 was het racesucces beperkt, maar in 1923 werd de Franse Grand Prix gewonnen door Segrave, Divo werd tweede en Guinness vierde. Voor het eerst had een Britse auto een Grand Prix gewonnen. In oktober won Divo de Spaanse Grand Prix.
Dario Resta keerde in 1923 terug uit de Verenigde Staten, won voor Sunbeam enkele heuvelklimwedstrijden maar verongelukte dodelijk tijdens een recordwedstrijd op Brooklands, de International Class "E" Records Meeting op 2 september. Hij was 40 jaar oud. Zijn monteur Bill Perkins raakte zwaargewond. Doordat Perkins nog in het ziekenhuis lag moest Tom Barrett tijdens de Grand Prix van Spanje eind september als monteur van Kenelm Lee Guinness fungeren. Ook deze auto verongelukte, en Tom Barrett was op slag dood. Guinness had verwondingen aan zijn hoofd en ledematen en zou nooit meer racen. Segrave wist niet dat Barrett en Guinness bij het ongeluk betrokken waren, reed door en won de race. Kenelm Lee Guinness kwam de gevolgen van het ongeluk nooit helemaal te boven. Hij had last van depressies en pleegde in 1937 zelfmoord.
Door deze ongelukken, met name dat van Tom Barrett, werden de regels veranderd en kwam er vanaf 1924 een einde aan de meerijdende monteurs.
In 1923 haalde Malcolm Campbell Louis Coatalen over hem de Sunbeam 350 pk te verkopen. Hij wilde er het wereldsnelheidsrecord mee breken. Hij deed verschillende pogingen, en slaagde uiteindelijk voor het eerst op 25 september 1924, toen hij op Pendine Sands 146,16 mph (235,22 km/h) reed. Zijn auto had toen inmiddels de beroemde naam "Blue Bird". Op 16 maart 1926 reed Henry Segrave met zijn "Sunbeam Tiger" 152,33 mph (245,15 km/h). Segrave deed dat juist met een relatief kleine 3980 cc-motor, maar haalde zijn winst uit de lichte constructie van de Tiger. In de jaren die volgden zouden Segrave en Campbell een harde strijd voeren om het record steeds weer te verbeteren, tot aan Segraves dood in 1930.

##### Three-Litre Sunbeam
In 1925 begon Sunbeam met de deelname aan de 24 uur van Le Mans. Er werden zes auto's ingezet met 3 litermotoren. Jean Chassagne en Sammy Davis werden tweede in de enige Britse auto die de finish haalde. Van deze "Three-Litre Sunbeam" werden 315 exemplaren verkocht.

##### Sunbeam 1000pk

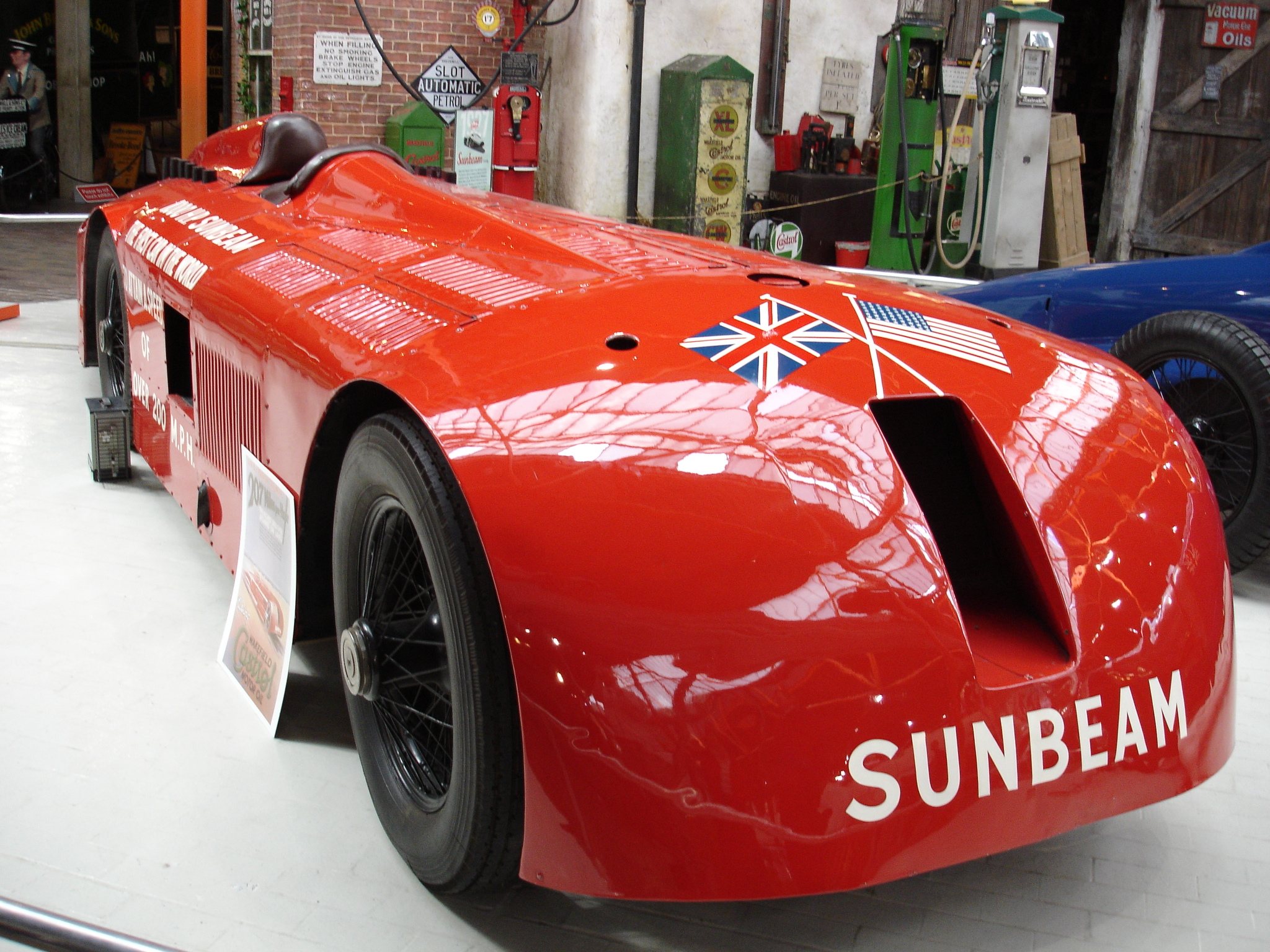
De Sunbeam 1000 pk in het National Motor Museum

Ook Segraves record uit 1926 hield niet lang stand, en werd al in april van dat jaar twee keer verbroken door J. G. Parry-Thomas met zijn beroemde, 450 pk sterke Babs met een 27 liter Liberty V12 vliegtuigmotor. Segrave vroeg Coatalen om voor hem een auto te bouwen die meer dan 200 mph kon rijden. Coatalen had nog twee 420pk Matabele-vliegtuigmotoren achter de hand. Ze waren oorspronkelijk gebruikt voor de Maple Leaf IV motorboot. J.S. Irving ontwierp er een auto voor. Er kwam één motor vóór en één achter de bestuurder te liggen. Ze leverden inmiddels elk 500 pk. Dunlop Rubber Company ontwikkelde er speciale banden voor en de gestroomlijnde carrosserie werd ontwikkeld na tests in de Vickers-windtunnel. Vanaf het moment dat de auto in februari 1927 aan de pers werd voorgesteld, was het aan Segrave om de auto door te ontwikkelen en alle voorzieningen te treffen, en ook de kosten voor het verschepen van de auto waren voor zijn rekening.
Hij vertrok naar Daytona Beach, ondersteund door Kenelm Lee Guinness, Lord Rossmore en Norman Freeman, ontwikkelingsingenieur van Dunlop. Vlak voor het vertrek hoorde Segrave dat Malcolm Campbell zijn Bluebird naar 174,88 mph had gereden, en tijdens de zeereis kwam er meer slecht nieuws: Parry-Thomas had met "Babs" ook een poging gedaan, maar was daarbij dodelijk verongelukt. Zijn ongeluk ontstond door een kettingbreuk, en ook de Sunbeam had kettingaandrijving. Na een aantal testruns op Daytona Beach vond de recordpoging plaats op 29 maart voor een publiek van 15.000 man. Beide runs verliepen goed, hoewel de remschoenen gesmolten waren en hij de auto tot stilstand moest laten komen in een waterplas aan het einde van de baan. Het record stond op 203,792 mph (327,97 km/h).

### Jaren dertig

#### De terugval
Louis Coatalen verliet Sunbeam in 1931, juist op het moment dat het erg slecht ging met het bedrijf. Het vocht tegen de gevolgen van de teruglopende autoverkopen na de Beurskrach van 1929. Ook zonder Coatalen bleef Sunbeam auto's van hoge kwaliteit produceren.

##### 20HP
In 1931 verscheen een vernieuwde 20HP, met een 3 liter motor die feitelijk 74 pk leverde. Nog steeds werd de auto als rijdend chassis met een korte of lange (Limousine) wielbasis geleverd, maar ook als coupé met een schuifdak, als Limousine als 20HP 6L Saloon. In 1932 eindigde de productie al. Er waren toen 622 20HP's verkocht.

##### Twenty, Twenty Five, Sports Twenty Five, Speed Twenty
In 1933 verscheen zelfs een heel nieuwe modellenlijn. De 16HP werd vervangen door de "Twenty", die tot 1935 werd geproduceerd. Het was een modern ontwerp dat aanvankelijk voorzien was van de bestaande 18,2pk-motor. Toen de voorraad op was kreeg de Twenty een 19,8pk-motor en uiteindelijk de motor uit de 20.9HP. Er werden er 220 van gemaakt. Een duurderde versie van dezelfde auto kreeg de naam "Twenty Five". Daarvan werden er 309 gebouwd. In 1935 werd de Twenty Five opgevolgd door de "Sports Twenty Five", waarvan er echter slechts 16 gemaakt werden. De Speed Twenty was een opgewaardeerde 20HP, waarvan er in 1933 en 1934 98 gebouwd werden als rijdend chassis en als tweedeurs Saloon.

##### Twenty One Sports en Dawn
De Twenty One Sports werd in 1934 en 1935 geproduceerd. Het chassis was gelijk aan dat van de Speed Twenty en de carrosserie werd in 1935 gewijzigd. Het model werd geleverd als vierdeurs Saloon zonder deurstijlen voor £ 825, de tweedeurs variant was duurder: £895. Er werden 40 exemplaren gebouwd. In 1934 viel eindelijk de hoognodige beslissing om kleinere, meer betaalbare auto's te gaan bouwen. De "Dawn" werd ontworpen door Herbert C.M. Stephens, die ooit bij Sunbeam had gewerkt maar nu werd teruggehaald bij Singer. De Dawn uit 1934 was een kleinere versie van de "Twenty", met een 1.660cc-, 12,8pk-viercilinder-kopklepmotor met een gegoten aluminium motorblok. Hij werd aanvankelijk aangeboden voor £ 485, maar al vlug goedkoper gemaakt: £ 425. Ter vergelijking: de "Twenty" kostte £ 775. De hoge kwaliteitseisen van Sunbeam stonden ook bij de Dawn nog recht overeind. In 1935 kreeg de auto een Meadows versnellingsbak en een schuin aflopend dak. De Dawn werd het laatste kunstje van Sunbeam op autogebied: De eerste versies kenden problemen met de voorwielophanging, die snel opgelost werden, maar de auto een slechte naam bezorgden. Ook ontbraken de financiële middelen om een grote marketingcampagne op touw te zetten en de mening van het publiek te veranderen.

##### Rootes Securities
Sunbeam had gedurende zijn hele bestaan vastgehouden aan kwaliteitsproducten, die daardoor ook vrij duur waren. Ondanks het feit dat men intussen ook tot de (trolley)busindustrie was toegetreden en daarvoor zelfs Sunbeam Commercial Vehicles Ltd. had opgericht, kon men halverwege de jaren dertig het hoofd niet meer boven water houden. In juli 1935 werd Sunbeam-Talbot-Darracq (waarvan feitelijk alleen Talbot nog winst boekte) verkocht aan Rootes Securities, later bekend als de Rootes Group. Daar was geen ruimte voor kwaliteitsproducten, Rootes was geïnteresseerd in massaproductie en een van de voorvechters van badge-engineering. William Lyons, de eigenaar van "SS Cars" (de naam stond ooit voor: "Swallow Sidecars"), zocht vanwege de verwijzing naar de nazi's, een andere naam voor zijn merk en probeerde Sunbeam over te nemen, maar Rootes behield het merk vanwege de goede naam. Na de Tweede Wereldoorlog werd SS Cars omgedoopt tot Jaguar Cars. Rootes sloot de autofabriek in Wolverhampton vrijwel onmiddellijk. Alle bestaande modellen verdwenen en Rootes nam één chassis in productie, dat voorzien werd van Hillman en Humber ontwerpen, die meer geschikt waren voor massaproductie. Hillman was in 1928 overgenomen door Humber en Humber op zijn beurt in 1931 weer door Rootes.

##### Sunbeam-Talbot
In 1938 introduceerde Rootes een nieuw merk: Sunbeam-Talbot. Deze kreeg een Hilman/Humber chassis en een Talbot carrosserie en werd gebouwd in de Talbot fabriek in Londen. De eerste modellen waren de Sunbeam-Talbot 10, de 3-Litre en later volgden de 2-Litre en de 4-Litre. De laatste twee kregen uiteraard een andere motor en ook een langere wielbasis. Deze modellen bleven tot in 1948 in productie.

#### Bussen in de jaren dertig

##### Sunbeam Commercial Vehicles
In 1926 had Guy Motors al het eerste zeswieler trolleybuschassis ter wereld gebouwd. Een aantal hiervan werden door de Wolverhampton Corporation ingezet in hun groeiende trolleybusnetwerk. Dit was mogelijk de inspiratie voor Sunbeam om ook trolleybussen te gaan maken. In 1931 werd Sunbeam Commercial Vehicles. opgericht. Het standaard buschassis van de "Sikh" werd aangepast en werd een onmiddellijk succes. Er werden grote aantallen gebouwd en Sunbeam was al snel een van de wereldleiders op het gebied van buschassis'. In 1934 kwam Sunbeam in financiële problemen, omdat de personenauto's én de motorfietsen weliswaar kwalitatief hoogstaand, maar ook verhoudingsgewijs duur en ouderwets waren. Sunbeam Commercial werd meegesleept in de val en werd in 1934 een besloten vennootschap (Ltd. Co.). Net als The Sunbeam Motor Car Company Ltd werd Sunbeam Commercial Vehicles Ltd. in 1934 verkocht aan Rootes. De busfabriek werd echter niet gesloten, ze kreeg er zelfs werk bij toen de busproductie van een ander merk van Rootes, Karrier, werd overgeplaatst van Huddersfield naar Wolverhampton. In december 1935 kreeg een andere busfabrikant, Associated Equipment Company Ltd., interesse in Sunbeam Commercial Vehicles. Hierdoor werd een Sunbeam carrosserie op een AEC chassis gebouwd, met een Gardner dieselmotor. Er werden er echter weinig van geproduceerd en Sunbeam produceerde in deze periode ook accu-aangedreven voertuigen, zoals de beroemde "Milk floats", krukasssen voor AEC en plaatwerk voor Ford. Voor Rootes zou Hillman het belangrijkste merk worden, terwijl Humber voor de luxueuzere auto's moest zorgen en Sunbeam voor de sportieve modellen. Alleen in naam dan, want Rootes was een van de pioniers op het gebied van badge-engineering en alle voertuigen werden in de eigen fabriek in Maidstone gebouwd.

#### Sport in de jaren dertig

##### Silver Bullet
Hoewel Segrave een flinke winst had geboekt ten opzichte van Campbell (bijna 53 km/h sneller), hield zijn record maar 11 maanden stand. Campbell brak het in februari 1928 en de Amerikaan Ray Keech ging daar in april weer overheen. Henry Segrave verbrak het record weer in maart 1929, maar niet in een Sunbeam: hij vertrouwde net als Campbell op een enkele 24 liter Napier W12 motor en een verbeterde stroomlijn. Coatalen, die in deze tijd vaak in Frankrijk was, liet hoofdontwerper Hugh Rose naar Parijs komen en overhandigde hem daar de tekeningen voor een nieuwe auto, de Silver Bullet, die door Kaye Don bestuurd moest worden. Er werden nu geen "overtollige" vliegtuigmotoren meer gebruikt: De Silver Bullet kreeg twee speciaal voor het doel ontworpen 24 liter lichtgewicht twaalfcilinders, die aanvankelijk elk 490 pk leverden, maar uitgerust met compressoren op 2.000 pk per stuk moesten komen en minder dan 450 kg wogen. De blokhoek van de V-motoren werd klein gehouden (50°) om de motoren compact te houden. Behalve het aandrijven van de auto moest de voorste motor ook de water- en oliepompen aandrijven, en de achterste dreef de compressor aan. Beide motoren lagen vóór de coureur. De koeling was bijzonder: de auto kreeg een tank met ijs. Het koelwater werd door de ijstank gepompt om af te koelen. Daardoor kon de grote radiateur vervallen. De auto was 9,144 meter lang, 91 cm breed en 112 cm hoog. Tussen de beide rechtop staande achtervleugels zat een beweegbare horizontale vleugel, die als luchtrem dienstdeed. Op 8 maart 1930 arriveerde de auto in Daytona Beach, maar kwamen veel problemen op het team af, waaronder een brand. Er werden 18 vergeefse pogingen gedaan om het wereldsnelheidsrecord op land te verbreken, en op 22 april was de auto weer terug in Wolverhampton. Er was wel een Amerikaans record gebroken: 151,623 mph (244 km/h) op de vliegende 5 mijlen. Hierna stopte Sunbeam met de pogingen het wereldsnelheidsrecord te breken. De Silver Bullet werd in 1935 verkocht aan de hotelier en garagehouder Jack Field, die nog verbeteringen probeerde aan te brengen, maar uiteindelijk werd de auto gesloopt.

### Jaren veertig

#### Sunbeam alleen nog in naam
| Sunbeam-Talbot 90 Sedan uit 1948      |
| Sunbeam Maidstone trolleybus uit 1947 |

##### Sunbeam-Talbot 80 en 90
In 1948 verschenen de Sunbeam-Talbot 80 en 90. Zij hadden een heel nieuw, gestroomlijnd ontwerp. De "80" kreeg de motor van de Hillman Minx en de "90" de 1944cc-viercilinder-lijnmotor van de Hillman Hawk. Een ander bedrijf van Roots, British Light Steel Pressings in Acton produceerde de carrosserieën, hoewel de cabrioletversies werden afgebouwd bij Thrupp & Maberley in Cricklewood. De 80, die een te zwakke motor had, verdween in 1950 van de markt.

#### Trolleybussen in de jaren veertig

##### Sunbeam Trolleybus Company
In 1944 verloor AEC haar belangstelling voor Sunbeam Commercial Vehicles en het bedrijf werd in 1946 verkocht aan de Brockhouse Group. Er werden intussen vooral metaalbewerkingsmachines voor de Brockhouse group geproduceerd. In 1948 veranderde Brockhouse de naam in "Sunbeam Trolleybus Company" en in januari werd het bedrijf verkocht aan Guy Motors. Vanaf dat moment kregen alle bussen van Guy de naam "Sunbeam", die kennelijk nog steeds een grote waarde had. Guy Motors kwam met busbouwer Park Royal overeen dat men de Park Royal chassis voor de dubbeldekker opbouw mocht gebruiken. Desondanks bleven deze bussen, die met Sunbeam alleen nog de productieplaats (Moorfield Works) gemeen hadden, Sunbeam heten.

### Jaren vijftig

#### Badge-engineering

##### Sunbeam-Talbot 90 Mark II en Mark IIA
In 1950 kreeg de Sunbeam-Talbot 90 te toevoeging "Mark II". Hij kreeg een nieuw chassis met onafhankelijke wielophanging met schroefveren en de cilinderkop kreeg kopkleppen. Het vermogen steeg van 64 naar 70 pk, ook al omdat een veel grotere motor (2267cc) werd toegepast, en de neus werd veranderd. Er werden er 5.493 van gebouwd. De Mark IIA verscheen in 1952. Deze had door een grotere compressie een vermogen van 77 pk en vanwege de toegenomen snelheid kwamen er ook grotere trommelremmen op met (vanwege de koeling) velgen met gaten. Van deze auto werden 10.888 exemplaren gemaakt. Er was ook een cabrioletversie van.

##### Sunbeam-Talbot Alpine Mark I en Mark III
In 1953 verscheen de Sunbeam-Talbot Alpine, een tweezits roadster die ontwikkeld was door de Sunbeam-Talbot dealer George Hartwell in Bournemouth, die hem als rallyauto bedoelde. Hartwell had als basis een Sunbeam-Talbot 90 Mark IIA cabriolet uit 1952 genomen. De naam "Alpine" werd bedacht door Norman Garrad van de sportafdeling van Rootes. Hij had een groot aandeel in de Alpine-rally successen van Sunbeam-Talbot in de vroege jaren vijftig. De auto's werden als Mark I en Mark III (een Mark II werd nooit gebouwd) geproduceerd bij Thrupp & Maberley tussen 1953 en 1955. Er werden er bijna 3.000 van gemaakt.

##### Sunbeam Alpine en Sunbeam 90 Mark III
In 1954 werd de naam "Talbot" losgelaten en "Sunbeam" werd de naam voor de sportieve auto's van de Rootes Group. De Alpine kreeg in dat jaar dan ook de naam "Sunbeam Alpine" en de 90 werd Sunbeam 90 Mark III. De productie van de Alpine werd in 1956 beëindigd. Hij werd vervangen door de Sunbeam Rapier. De Sunbeam 90 Mark III werd van 1954 tot 1957 geproduceerd. Op de grille stond het model als "Sunbeam Supreme" aangeduid. De cabrioletversie verdween echter al in 1955. De uiterlijke veranderingen waren gering. De luchtinlaten naast de radiateur waren iets groter geworden en er kwamen drie kleine verchroomde patrijspoortjes aan de zijkant van de motorkap. De auto was in two-tone spuitwerk leverbaar en het motorvermogen steeg naar 80 pk. Als optie was een overdrive te verkrijgen. Er werden er ongeveer 2.250 gebouwd.

##### Sunbeam Rapier Series I, II en III
In de jaren vijftig ontwierp Raymond Loewy voor Rootes een serie auto's die de naam "Audax" kreeg. Deze auto's werden, in verschillende licht van elkaar afwijkende vormen, verkocht als Hillman Minx, Humber Sceptre, Singer Gazelle en Singer Vogue en Sunbeam Rapier. Van alle merken verschenen verschillende series van deze modellen.
De "Rapier Series I" (1955-1958) kwam als eerste van deze serie op de markt. Hoewel dit de opvolger van de Sunbeam 90 Mark III moest zijn, was het een compleet andere auto. De Rapier was een vierzits hardtop coupé, die geleverd werd in een serie two-tone lakkleuren. De carrosserieën werden gemaakt bij de Pressed Steel Company in Cowley en afgebouwd en gespoten bij Thrupp & Maberly in Londen waarna de auto's werden geassembleerd in de Rootes fabriek in Ryton-on-Dunsmore. De auto had een 1390cc-motor die afkomstig was van de Hillman Minx, maar met een verhoogde compressie, een Zenith carburateur en andere in- en uitlaatspruitstukken. De motor leverde 62,5 pk, had een vierversnellingsbak met een overdrive en stuurversnelling. Hoewel de auto een goede wegligging had, bleek het vermogen al snel ontoereikend. Na ervaringen in de rallysport werd de Rapier vanaf oktober 1956 uitgerust met een sterkere motor met twee carburateurs, die 67,5 pk leverde. Van de Series I werden 7.477 exemplaren geproduceerd.
De "Rapier Series II" (1958-1959) bleef leverbaar als hardtop, maar ook als cabriolet. Hij kreeg een meer traditionele Sunbeam grille en de two-tone lakkleur verdween met uitzondering van de dakkleur en een brede bies aan de zijkanten. De achterspatborden kregen de in Amerika populaire "vinnen". Deze auto's leken nog meer dan de Series I op de Studebaker Golden Hawk, die ook door Loewy was ontworpen. De stuurversnelling was vervangen door een vloerversnelling, die ook van de rallyauto's afkomstig was. Om kosten te sparen was de leren bekleding vervallen en werd de overdrive als optie leverbaar. De Series II kreeg een nieuwe 1494cc-motor, die de naam "Rallymaster" kreeg en 73 pk leverde. Daaraan gerelateerd waren ook de grotere voorremmen en een nieuw kogelkringloopstuurhuis ter vervanging van het ouderwetse worm-wormwiel stuurhuis. Van de Series II werden 15.151 exemplaren geproduceerd.
De "Rapier Series III" (1959-1961) kreeg een aantal op zichzelf kleine wijzigingen, die het uiterlijk van de auto toch veranderden. De kleine grilles aan de voorkant kregen vier horizontale chroomstrips, de nummerplaathouder werd breder, de zijstrip werd smaller en lager en de raam- en deurstijlen werden smaller waardoor er 20% groter ruiten kwamen. Het interieur werd helemaal nieuw ontworpen en er werd hoogpolig tapijt in gelegd. De cilinderkop werd vernieuwd, de compressie verhoogd en de kleppen veranderd en het inlaatspruitstuk werd watergekoeld. Hierdoor steeg het vermogen naar 78 pk. Daardoor konden ook de versnellingsbakverhoudingen langer worden. Door opnieuw verbeterde remmen werd niet alleen de remvertraging beter, maar werd ook de spoorbreedte aan de voorkant groter, waardoor de wegligging verbeterde. Van de Series III werden 15.368 exemplaren geproduceerd.

#### Trolleybussen in de jaren vijftig
In 1953 werd de productie van de Sunbeam trolleybussen (in feite inmiddels Guy Motors bussen op een Park Royal chassis) uit Wolverhampton weggehaald en overgebracht naar Guy Motors in Park Lane. Halverwege de jaren vijftig reden er in Zuid-Afrika meer Sunbeam trolleybussen dan van alle andere merken samen, maar alleen het logo was nog een echte "Sunbeam".

#### Sport in de jaren vijftig
De Alpine Rally van 1953 werd gewonnen door vier Sunbeam-Talbot Alpines. De rally van Monte Carlo van 1955 werd gewonnen door een Sunbeam-Talbot 90. Peter Harper werd met een Sunbeam Rapier Series I vijfde in de rally van Monte Carlo van 1958.

### Jaren zestig
| Dit had de Sunbeam Rapier Series IV moeten worden, maar Rootes maakte er de Humber Sceptre van |
| De uiteindelijke Rapier Series IV werd een veel eenvoudiger "Touring Saloon"                   |
| Sunbeam Alpine Series IV                                                                       |
| Sunbeam Tiger                                                                                  |
| Sunbeam Imp                                                                                    |
| Sunbeam Stiletto                                                                               |
| De Hillman Husky was de "Estate" versie van de "Imp" serie                                     |
| Singer Chamois Coupé met nutteloze grille (er zat geen radiateur achter)                       |
| Sunbeam Rapier Fastback                                                                        |
| Sunbeam Rapier H120 Fastback met sportbies en "Rostyle Wheels"                                 |
| De Alpine Fastback, spaarversie van de "Fastback" serie                                        |
| Sunbeam MF2B trolleybus uit 1962                                                               |

#### Nieuwe overname

##### Sunbeam Rapier Series IIIA, IV en V
De "Rapier Series IIIA" (1961-1963) was vrijwel identiek aan de Series III, maar de duurzaamheid was verbeterd. Daarvoor was een grotere, 1592cc-motor ingebouwd, die bovendien een sterkere krukas had. Ook de betrouwbaarheid werd verhoogd door sterkere drijfstanglagers en zuigerpennen. De olie- en de waterpomp werden gemodificeerd. De motor leverde nu 80pk. De voorste stabilisatorstang werd dikker, het koppelingshuis, de koppeling en het luchtfilter werden opnieuw ontworpen. De kachel, die tot dan toe als optie leverbaar was, werd standaard gemonteerd. De cabrioletversie verdween al halverwege 1963 van de markt, maar de hardtop bleef tot oktober in productie. Van de Series IIIA werden 17.354 exemplaren geproduceerd.
De "Rapier Series IV" (1963-1965) zou eigenlijk niet worden uitgebracht, omdat de sportafdeling van Rootes zich voor de rallysport concentreerde op de Hillman Imp en de Sunbeam Tiger. Maar omdat de Series IV al ontworpen was en er zelfs al prototypen van gebouwd én getest waren, veranderde men van mening. Deze pas ontworpen Series IV zou als Humber Sceptre Mk I door het leven gaan, maar de Series IIIA werd gemodificeerd zodat er toch een Sunbeam Rapier Series IV kwam. Waren de oudere versies van de Rapier meer als sportauto in de markt gezet, de Series IV moest zich als "touring saloon" bewijzen. Het werd dan ook een veel eenvoudiger model, waarbij de meest opvallende verandering de 33 cm (13 inch) wielen waren, zonder de roestvrijstalen velgen, maar met de bij Rootes gebruikelijke velgringen en wieldoppen. Wel werd de voorkant van de auto gemoderniseerd: de motorkap werd verlaagd, de grille werd anders en er kwamen amberkleurige richtingaanwijzers. De voor- en achterbumpers werden Rootes exemplaren die voor alle lichte auto's werden gebruikt. De zijraamstijlen verdwenen en op de voorspatborden en de kofferbak verscheen het "Series IV" logo. Het interieur werd opnieuw gemoderniseerd, onder andere met een verstelbare stuurkolom. De badge-engineering zorgde ervoor dat de voorwielophanging van andere Rootes modellen werd overgenomen. Alle draaipunten werden ingekapseld of vervangen door rubbers, zodat er geen smeerpunten meer waren. De versnellingsbakverhoudingen werden aangepast aan de kleinere wielen en de schijfremmen moesten hierdoor ook kleiner worden. De vering en demping werden zachter, aangepast aan het toeristische karakter van de auto. De auto kreeg rembekrachtiging en een diafragmakoppeling. De 1592cc-motor bleef, maar de twee Zenith carburateurs werden vervangen door een enkele Solex. Desondanks werd het vermogen weer iets hoger: 84 pk. In 1964 kregen alle Rootesauto's, dus ook de Sunbeams, gesynchroniseerde versnellingsbakken. Van de Series IV werden 9700 exemplaren geproduceerd.
De "Rapier Series V" (1965-1967) werd de laatste update van de Rapier series. Uiterlijk was er geen verschil met de Series IV, behalve de "1725" badges die verwezen naar de cilinderinhoud van de nieuwe motor. Deze had een nieuwe, vijfmaal gelagerde krukas. De motor zou na de Rapier in veel modellen gebruikt worden. De polariteit werd omgekeerd een aangepast aan die van de rest van de wereld (in Britse automobielen was tot dan toe de "+" als aarde gebruikt). De gelijkstroomdynamo werd vervangen door een wisselstroomdynamo en er kwamen dubbele uitlaten. Het motorvermogen en de topsnelheid werden door deze wijzigingen verhoogd. Ondanks alles liep de verkoop van de Series V slecht. Er werden er slechts 3.759 van geproduceerd.

##### Sunbeam Alpine Series
In 1956 kregen Kenneth Howes en Jeff Crompton de opdracht de Alpine opnieuw te ontwerpen, met als doel een sportauto voor de Amerikaanse markt te bouwen. Howes had voor Ford gewerkt, en de auto had dan ook enige gelijkenis met een vroege Ford Thunderbird. Tussen 1959 en 1968 werden ca. 70.000 stuks in vier series van deze Alpine geproduceerd. De productie eindigde kort na de overname door Chrysler in 1968.
De "Alpine Series I" (1959-1960) was opgebouwd uit onderdelen van bestaande Rootes modellen op de bodemplaat van de Hillman Husky. De aandrijflijn (1492cc-motor, versnellingsbak en onafhankelijke wielophanging) kwam van de Sunbeam Rapier, maar de auto had vanaf het begin schijfremmen. Tot 1962 werden de auto's geassembleerd bij Armstrong Siddeley. Coupéversies van de Series I werden bij Thomas Harrington Ltd gemaakt.
De "Alpine Series II" (1960-1963) had een grotere 1592cc-motor die 80 pk produceerde. De achterwielophanging was verbeterd.
De "Alpine Series III" (1964-1964) was leverbaar als cabriolet en met een verwijderbare hardtop. Bij de hardtop versie was geen ruimte om een opvouwbaar dak op te slaan, omdat er een kleine achterbank was aangebracht. De motor leverde, vanwege het meer toeristische karakter van de auto, minder vermogen. Om de kofferbak te vergroten werden twee kleine tanks in de achterspatborden aangebracht.
De "Alpine Series IV" (1964-1965) kreeg dezelfde uitvoeringen als de Series III, maar de lichtere motor was niet meer verkrijgbaar. Deze leverde nu 82 pk. De achterkant van de auto werd herzien en de "vinnen" verdwenen. Als optie werd een automatische versnellingsbak leverbaar.
De "Alpine Series V" kreeg een nieuwe 1725cc-motor die 93 pk leverde. De automatische versnellingsbak, die niet aangeslagen was, verdween als optie.

##### Sunbeam Venezia
De Venezia was een sportieve coupé die in 1963 op de markt kwam. Hij was gebouwd in Italië door Carrozzeria Touring in Milaan. Dit bedrijf assembleerde de Hillman Super Minx en de Sunbeam Alpine voor de Italiaanse markt. De basis was uiteraard de Rootes bodemplaat die ook in de Hillman Super Minx, de Singer Vogue, de Humber Sceptre en Sunbeam Alpine werd gebruikt. Carrozzeria Touring gebruikte voor de zelfdragende carrosserie van de Venezia echter haar eigen, gepatenteerde "Superleggera" (super licht) buizenframe waarop de carrosseriepanelen gemonteerd werden. Er werden ongeveer 204 exemplaren van deze exclusieve auto gebouwd. De auto was echter duur om te produceren, waardoor hij in de prijsklasse van echte sportauto's terechtkwam. Daar was het vermogen van 88 pk echter niet concurrerend genoeg voor. In 1964 ging de Venezia uit productie.

##### Sunbeam Tiger Mark I en II
Ian Garrad, directeur van het dealernetwerk aan de Amerikaanse Westkust, was geïnteresseerd in het succes van de AC Cobra en gaf via Sunbeam Carroll Shelby, ontwerper van de Cobra, opdracht een prototype met het Sunbeam Alpine chassis te bouwen, waarin een 164pk-Ford-V8-motor moest hangen. Dat deed hij om de Alpine van zijn "Touring" imago af te helpen. Om zeker te zijn dat alles paste, kreeg Ken Miles een Sunbeam Alpine Series II waarin hij een 4261cc-V-8 met een automatische versnellingsbak met twee versnellingen bouwde. Dat lukte hem binnen een week, voor een bedrag van $ 600,=. Na een aantal ontwerp- en ontwikkelingsstudies werden de ontwikkeling en de voorproductie uitbesteed aan Jensen Motors in West Bromwich. Ook de uiteindelijke productie (vanaf 1964) kwam bij Jensen terecht. Van de Mark I werden 7.085 exemplaren gebouwd. Omdat het interieur van de Alpine Series IV werd overgenomen, en met de introductie van de Alpine Series V meeveranderde, wordt soms ook wel van een Mark IA gesproken. Van de Mark II werden 536 exemplaren gemaakt. De Mark II had een grotere (4736,71 cc) 200pk-motor. Toen Rootes in 1967 werd overgenomen door Chrysler, moest de motor van concurrent Ford verdwijnen. Chrysler zelf had echter geen V8 die in het chassis van de Tiger paste, en dus verdween ook die van de markt.

##### Sunbeam Imp
Na de introductie van de Mini in 1959 besloot ook de Rootes Group een kleine stadsauto te gaan ontwikkelen. Het project kreeg de naam "Apex" en twee jonge ingenieurs, Tim Fry en Mike Parkes, kregen vrijwel de vrije hand om de auto te ontwikkelen. Uiterlijk kreeg de auto nog wel "Rootes" kenmerken. Hij kreeg een aluminium 875cc-motor, die feitelijk een aangepaste Coventry Climax brandweerpomp was. Voor Rootes was de introductie van de "Apex" modellen een hele stap. Sinds de - voor die tijd - kleine Hillman Minx uit de jaren dertig had het bedrijf geen kleine auto's gebouwd, de nieuwe aluminium motor kende ook zijn uitdagingen en bovendien mocht de fabriek in Ryton niet uitbreiden, waardoor er speciaal voor de Hillman/Sunbeam/Commer Imp, de Singer Chamois en de coupés een nieuwe fabriek in Linwood gebouwd moest worden. Hier ging personeel uit de teruglopende scheepsindustrie in Glasgow aan het werk. In de regio Glasgow heerste een grote werkloosheid, en de fabriek werd met overheidssubsidie gebouwd, net als een aluminiumgieterij en een nieuwe plaatwerkerij voor de Pressed Steel Company. Het gietwerk van de motorblokken moest echter vanuit Linwood steeds 480 km reizen om in Ryton afgewerkt en gemonteerd te worden en daarna weer terug om in de auto's geplaatst te worden. Het personeel had geen ervaring in de autoproductie en de kwaliteit en betrouwbaarheid waren navenant. Omdat de Britse regering in ruil voor haar steun een startdatum voor de productie had vastgesteld, waren de auto's niet goed doorontwikkeld.
Bovendien waren stakingen aan de orde van de dag. In 1964 werd de fabriek 31 keer stilgelegd en van de geplande productie van 150.000 auto's kwam slechts een derde terecht. De "Imps" werden beschouwd als "Schotse" auto's en daarom juist populair in het noorden van het Verenigd Koninkrijk.
Als eerste auto verscheen in 1963 de Hillman Imp op de markt. Bij deze auto zat de motor achter de achteras, waardoor een grote kans op overstuur ontstond. Dit werd opgelost door de auto aan de achterkant te voorzien van een vrij dure semi-onafhankelijke wielophanging. De motor was 45° gekanteld, enerzijds om hem makkelijker in het motorcompartiment te laten passen, anderzijds om het zwaartepunt laag te houden. Om overstuur te voorkomen werden aan de voorkant pendelassen gebruikt. Rootes bouwde drie basiscarrosserieën. De sedan werd als Hillman Imp geïntroduceerd in 1963. Bijzonder was dat de achterruit geopend kon worden om gemakkelijker toegang te bieden aan een kleine bagageruimte achter de wegklapbare achterbank. In 1965 verscheen een bestelauto onder de naam Commer Imp. Het bodywerk van de bestelauto werd ook voor een Estate versie gebruikt, die als Hillman Husky door het leven ging, maar door de hoge (bestelauto) opbouw kwam dit model er tamelijk lomp uit te zien. In 1970 verdwenen zowel de Commer Imp als de Hillman Husky weer van de markt.

##### Sunbeam Imp Sport en Stiletto
Toen de verkoopaantallen lager bleken dan de gepande 100.000 stuks per jaar, werden nieuwe versies uitgebracht: de luxueuze Singer Chamois (oktober 1964) en de Sunbeam Imp Sport (oktober 1966). Zij kregen dubbele carburateurs voor meer motorvermogen. Omdat Sunbeam in sommige landen nog steeds een goede naam had, werden soms ook Singer auto's als "Sunbeam" verkocht, tot Chrysler in 1970 de naam Singer voorgoed in de ban deed. In 1967 verscheen de coupé als Sunbeam Stiletto op de Mondial de l'Automobile in Parijs. De carrosserie was vrijwel gelijk aan die van de sedans, maar met een aflopende achterkant waarbij de achterruit niet meer opklapbaar was. Dezelfde carrosserie werd met een iets zwakkere motor gebruikt voor de Hillman Imp Californian en de Singer Chamois Coupé.
Door de slechte ontwikkeling van de auto's ontstonden bij de eerste series mechanische- en koelproblemen. In 1966 kreeg de "Imp" al een upgrade, waardoor er een "Mark II" versie ontstond. De moderne pneumatische gasbediening en de automatische choke werden weer vervangen door conventionele exemplaren. De voorwielophanging en de stuurgeometrie werden aangepast. In 1968 werden de auto's opnieuw herzien, waarbij het instrumentenpaneel anders ingericht werd. Dit werd echter door velen niet als een verbetering gezien, temeer omdat de eerste series juist complimenten hadden gekregen voor de inrichting van het dashboard. De problemen met de eerste series brachten de Rootes merken behoorlijke imagoschade op. Rootes gooide de marketing over een andere boeg. Moesten de nieuwe kleine modellen aanvankelijk concurreren met de Mini als kleine, sportieve auto's, vanaf ca. 1966 werden ze verkocht als "goedkoop", en dat waren ze ook. De betrouwbaarheid was matig, en bovendien hadden zowel klanten als dealers moeite met het onderhoud aan de aluminium motor. De Mini, die ook zijn opstartproblemen had gekend, werd steeds populairder en halverwege de jaren zestig zelfs een hype.

##### Sunbeam Rapier Fastback
In 1967 introduceerde Rootes het "Rootes Arrow" project. Dit bestond uit een serie sportieve Fastback-coupémodellen: naast de Hillman Hunter kwam ook een versie van de Sunbeam Rapier op de markt. De Rapier Fastback was een vierpersoons tweedeurs hardtop zonder raamstijlen. Hij kwam in oktober 1967 op de markt. De basis was de Hillman Hunter Estate. Waarschijnlijk had Chrysler, inmiddels aandeelhouder van Rootes, de hand in de introductie van het model, dat volgens sommigen ook overeenkomsten vertoonde met de Plymouth Barracuda, ook een product van Chrysler. De Rapier Fastback maakte gebruik van de 1725cc-viercilinder-lijnmotor, die licht gekanteld werd om onder de lagere motorkap te passen. De motor leverde 88 pk en de versnellingsbak was standaard voorzien van een overdrive. Als optie kon een Borg-Warner automatische versnellingsbak worden geleverd. De Rapier Fastback bleef vrijwel ongewijzigd in productie tot 1976, maar kreeg geen opvolger. Van 1967 tot 1969 werden de Rapier Fastbacks geproduceerd in Ryton-on-Dunsmore, maar daarna ging de productie naar de "Imp" fabriek in Linwood. In de Verenigde Staten werd de Rapier Fastback als "Sunbeam Alpine GT" verkocht.

##### Overname door Chrysler
De investeringen in de nieuwe fabrieken en de nieuwe ontwerpen groeiden Rootes financieel boven het hoofd. Tussen 1963 en 1967 leed het bedrijf een verlies van 14,7 miljoen Pond. Vanaf 1964 begon Chrysler op voorspraak van Lord William Rootes aandelen over te nemen. In 1967 was de overname door Chrysler compleet. De Rootes Group werd aanvankelijk "Chrysler UK", en later "Chrysler Europe". Chrysler was al eigenaar van Simca en Talbot, en Simca zou voorlopig het belangrijkste merk worden. In 1968 verlaagde Chrysler de prijzen van alle voormalig Rootes merken, zelfs tegen de groeiende inflatie in.

##### Sunbeam Rapier H120 Fastback coupé
In 1968 kwam de Rapier H120 Fastback coupé, als snellere en sterkere versie van de fastbacks. Hij had dan ook een door Holbay Engineering getunede 110pk-motor die ook in de Hillman Hunter GLS werd gebruikt. De H120 had een andere cilinderkop met meer kleplift en twee Weber-carburateurs. Er was een close-ratio-versnellingsbak gebruikt. Om het sportieve karakter te benadrukken kreeg de H120 een brede sportbies op de flanken, gepolijste drempels, een matzwarte grille, een verhoogde kofferbak met een kleine spoiler en de in die tijd populaire "Rostyle Wheels", sportvelgen die ook vaak als aftermarket product werden gekocht. De Rapier H120 verdween tegelijk met de Rapier Fastback in 1976 van de markt.

##### Sunbeam Alpine Fastback
Hoewel de Alpines oorspronkelijk juist als sportauto's in de markt gezet waren, was de in 1969 geïntroduceerde Sunbeam Alpine Fastback juist een wat goedkopere en "zwakkere" versie van de Rapier Fastback. De aandrijflijn was ook gebruikt in de Humber Sceptre, de Hillman GT en de Hillman Hunter GT. De Alpine Fastback kreeg een enkele Strombergcarburateur en leverde slechts 74 pk. Er was een handgeschakelde of een automatische versnellingsbak leverbaar. De auto had een klassiek houten dashboard met minder instrumenten en ook de cardantunnel was met hout bekleed. De auto had meer een luxe- dan een sportieve uitstraling. De Alpine Fastback werd al eerder dan de Rapier Fastbacks, namelijk in 1975, uit productie genomen.

#### Trolleybussen in de jaren zestig
Al in het begin van de jaren zestig kwam de eigenaar van de Sunbeam Trolleybus Company, Guy Motors, in financiële problemen, die werden veroorzaakt door de falende verkoop van de Guy "Wulfrunian" dubbeldeksbus én een veel te optimistisch inruilbeleid in Zuid-Afrika. Daardoor werden oude Sunbeambussen, in veel gevallen niet meer dan wrakken, voor een veel te hoge prijs ingeruild. De operatie in Zuid-Afrika kostte het bedrijf £ 300.000 per jaar. Opnieuw kwam William Lyons (Jaguar Cars) in beeld: Hij nam Guy Motors Ltd. in 1961 over voor slechts £ 800.000, wist op een handige manier van de schulden af te komen en de activa werden ondergebracht in een nieuw bedrijf: Guy Motors (Europe) Limited. De passiva bleven bij het failliete Guy Motors Ltd. Alle werknemers werden op de vrijdag vóór de overname ontslagen en de maandag erna weer in dienst genomen. Er werd uiteraard gereorganiseerd, en een van de overlevende modellen was de "Arab" trolleybus, die nog steeds zijn originele naam uit de Sunbeam-tijd droeg. Tot 1967 werden Guy- en Sunbeam bussen met Park Royal chassis geproduceerd. De fusie van Jaguar met de British Motor Corporation betekende het einde van de busproductie.

#### Sport in de jaren zestig
De Alpine Series I t/m V werden in verschillende takken van autosport ingezet. Er werden successen geboekt in Britse en Amerikaanse nationale wedstrijden, maar internationale successen waren er niet, ondanks het feit dat in 1963 zes fabrieks rallyauto's werden ingezet. Rosemary Smith won in 1964 de damesklasse in de Circuit of Ireland Rally met een Sunbeam Rapier. In 1965 won ze de Tulpenrally met een Hillman Imp.

### Jaren zeventig

#### Einde van de naam "Sunbeam"
In de jaren zeventig was "Sunbeam" net als "Talbot" niet veel meer dan een naam binnen Chrysler Europe. Het merk Simca kreeg nog een aantal nieuwe modellen, de Simca 1307 en 1308. Men ging echter de merknamen steeds meer naast en door elkaar gebruiken. De Britse auto industrie zat nog steeds in zwaar weer. In de fabriek in Linwood werd nog steeds met grote regelmaat gestaakt en de productiecapaciteit werd bij lange na niet benut. In 1974 leed Chrysler UK een verlies van 17,7 miljoen pond. Toen British Leyland in 1975 genationaliseerd werd, vond men bij Chrysler dat ook dit bedrijf van overheidssteun moest profiteren. Dat gebeurde ook: de regering investeerde 55 miljoen pond in de ontwikkeling van een nieuwe auto om Linwood draaiende te houden.

##### Chrysler Sunbeam
Chrysler wilde eigenlijk van de naam "Sunbeam", die al jaren alleen door badge-engineering van andere merken bestond, af. Daarvoor in de plaats moest de naam "Chrysler" een meer prominente naam in Europa krijgen. Als overgang kreeg het nieuwe model de naam Chrysler Sunbeam. Ook de andere voormalige "Rootes" merken kregen de naam Chrysler. De ontwikkeling startte in januari 1976. De techniek werd in Ryton ontwikkeld, het ontwerp bij de Whitley Studio in Coventry. Omdat het budget beperkt was, en er bovendien grote druk was om zo veel mogelijk Britse componenten te gebruiken, werd als basis de achterwielaangedreven Hillman Avenger gebruikt in plaats van de veel modernere (maar Franse) voorwielaangedreven Simca ontwerpen. De grotere Chrysler Horizon en Alpine zouden in Frankrijk onder de naam "Simca" verkocht worden, maar de Chrysler Sunbeam niet. Door de overname van veel Hillman onderdelen kon de productie in Linwood snel opgestart worden. De Avenger wielbasis werd korter gemaakt, en er werd een 928cc Coventry Climax-motor, afgeleid van die van de "Imp", ingebouwd. De stuurinrichting en het instrumentenpaneel kwamen van de Simca 1307/Chrysler Alpine. De auto had de hoekige, moderne lijnen die door Chrysler ontwerper Roy Axe waren getekend. In GLS versie kreeg hij een vinyldak. De Chrysler Sunbeam werd alleen als driedeurs hatchback geleverd, maar net als bij de Imp bestond de achterklep alleen uit een opklapbare ruit. Daardoor kon deze ook niet tot aan de bumper doorlopen en was de achterkant vrij hoog, waardoor het in- en uitladen moeilijk was. De concurrentie in het Verenigd Koninkrijk, zoals in eigen huis de Hillman Avenger, maar ook de Ford Escort, de Vauxhall Chevette en de Austin Allegro, was in meerdere uitvoeringen leverbaar, waaronder de verkoop van de Chrysler Sunbeam te lijden had. In juli 1977 werd de auto gepresenteerd in drie versies: de basisuitvoering LS, de iets luxueuzere GL en de duurste, de GLS. Om concurrentie in eigen huis te voorkomen, werd de tweedeursversie van de Hillman Avenger uit productie genomen en de Chrysler Horizon werd alleen als vijfdeurs geleverd.

##### Talbot Sunbeam
Toen Chrysler Europe in 1979 werd overgenomen door PSA Peugeot Citroën, werd de naam "Chrysler" vervangen door "Talbot". Letterlijk, want de naam "Sunbeam" verdween nog niet: de auto ging "Talbot Sunbeam" heten.

##### Sunbeam Ti
De Sunbeam Ti werd in 1978 uitgebracht. Het was een sportieve versie van de Talbot Sunbeam, maar afgeleid van de Hillman Avenger Tiger (die op zijn beurt weer op de Sunbeam Tiger was gebaseerd). Hij kreeg een 1.600cc-motor met twee Weber-carburateurs die 100 pk leverde. De auto kreeg two-tone-lakwerk en als sportauto kwam ook de achterwielaandrijving beter tot haar recht.

##### (Talbot) Sunbeam Lotus
Lotus had al voor Chrysler een rallyversie van de Sunbeam ontwikkeld. Dit was de Sunbeam Lotus, gebaseerd op de Sunbeam 1.6 GLS, maar met een stijvere wielophanging en een sterkere rolkooi. Er werd een 2.172cc Lotus-zestienklepsviercilinder-lijnmotor in gehangen, met een ZF versnellingsbak. In 1979 werd de rallyauto in Genève gepresenteerd, maar de "wegversie" kwam als Talbot Sunbeam Lotus op de markt. De auto werd succesvol in het Wereldkampioenschap Rally; Henri Toivonen won in 1980 de Rally van Groot-Brittannië, Guy Fréquelin werd derde en Russell Brookes vierde. In 1981 won Talbot Sunbeam Lotus de constructeurstitel.
De Talbot Sunbeam Lotus was de laatste auto waarin de naam "Sunbeam" werd gebruikt.

## Fiscaal vermogen
De Britten gaven bij hun typeaanduidingen vaak het vermogen op, zoals bij de automodellen 14 HP en 20 HP. Het is niet logisch dat auto- of motorfietsmodellen die jarenlang in productie blijven het vermogen niet groter wordt. De Britten betaalden wegenbelasting afhankelijk van het vermogen van hun voertuig. De Britse Royal Automobile Club had al in 1910 een belastingtarief berekend, gebaseerd op de boring en het aantal cilinders van een motor. Deze berekening leverde een "fiscaal vermogen" op, maar van deze berekening klopte na verloop van tijd niets meer door de voortschrijdende techniek en het feit dat de slag niet in de berekening was meegenomen. Daardoor was de cilinderinhoud niet bekend en kon men, door de slag maar lang genoeg te maken, een grote motor produceren met een zeer laag fiscaal vermogen. Ook de technische ontwikkelingen, die het mogelijk maakten steeds meer vermogen uit dezelfde cilinderinhoud te halen, telden niet mee. Daarom heetten de modellen van Sunbeam ook wel 14/40 HP en 20/60 HP. Vóór de streep het fiscale vermogen, achter de streep het werkelijke vermogen.

## Trivia
- De naam van het merk Moonbeam was afgeleid van "Sunbeam"
- Charles Marston, de oprichter van het merk Villiers was de oudste zoon van John Marston
- Het gerucht ging dat Louis Coatalen een beetje "geknoeid" had met de tekeningen voor de Sunbeam 16HP's die voor het War Department door Rover gebouwd werden tijdens de Eerste Wereldoorlog. Deze kregen ook de merknaam "Rover", en leverden inderdaad iets minder vermogen dan de originele Sunbeam 16HP.
- In 1919 voerde de Automobile Association een test over 10.000 mijlen uit om vast te stellen of benzol als brandstof bruikbaar was. Voor de test werd een Sunbeam 16HP gekozen. De auto legde 24,56 mijl per gallon af (een verbruik van 1 liter per 6,5 km). De test duurde 62 dagen. Na de test waren er in de motor geen sporen van slijtage. De auto werd verkocht aan een heer in Wiltshire. Vijf jaar later schreef hij aan Sunbeam dat de auto al 100.000 mijl gereden had, met beperkt onderhoud, en zonder problemen.
- "Jesus Wants Me For a Sunbeam" van The Vaselines en de bekendere cover ervan, "Jesus Doesn't Want Me For A Sunbeam" van Nirvana, werden gebaseerd op het automerk Sunbeam.

1. ↑  (en) HOME. sunbeamvenezia.com. Geraadpleegd op 5 januari 2025.